# 글러모건 대학교

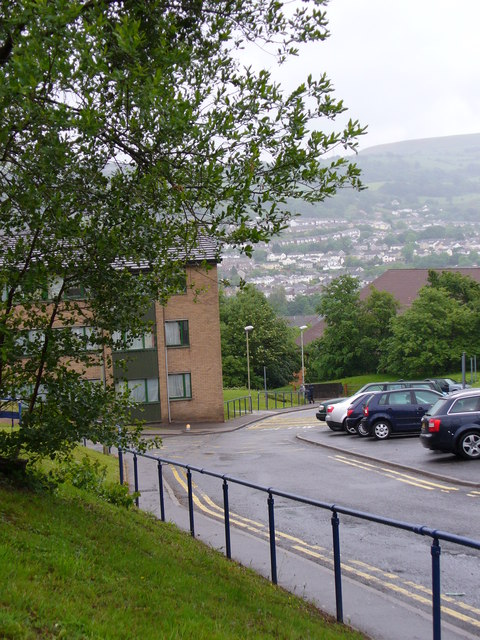
글러모건 대학교

글러모건 대학교(University of Glamorgan)는 웨일스 폰티프리드에 위치한 대학교이다.